# Diego Granado
Diego Granado Maldonado fue un cocinero español de comienzos del siglo XVII conocido por haber escrito uno de los primeros recetarios de cocina española denominado: «Libro del arte de cocina» (1599), bajo subtítulo de Libro del arte de cozina» cuyo subtítulo reza así: en el qval se contiene el modo de guisar de comer en qualquier tiempo, assi de carne como de pescado, para sanos y enfermos y conualecientes, assi de pasteles, tortas y salsas como de conseruas a la vsança española, italiana y tudesca de nuestros tiempos.

## Obra
En su libro se proclama "cocinero oficial" de la Corte de Madrid. Se sospecha que muchas de las recetas incluidas en su libro son copiadas del libro de Robert de Nola. Existen autores que relacionan algunas de las recetas del libro de Granado con las que anteriormente incluyó el cocinero italiano Bartolomeo Scappi en su Opera dell'arte del cucinare. Se sabe por investigaciones realizadas que cerca de 587 de las 762 recetas del libro de Granado son traducciones de la obra de Scappi. La obra de Scappi fue traducida igualmente al holandés por Antonio Magirus. 
Granados mira en su libro al pasado, y en el recetario muestra en sus recetas la tradición medieval de platos abundantes. En su obra puede verse como se ha de servir y ofrecer comidas a comienzos del siglo XVII, mostrando los diferentes oficios en el servicio de mesa de la época.